# Routes
Routes ist eine französische Gemeinde im Département Seine-Maritime in der Region Normandie. Sie hat 286 Einwohner (Stand: 1. Januar 2022), gehört zum Arrondissement Rouen und ist Mitglied im Gemeindeverband Communauté de communes Plateau de Caux. Die Einwohner werden Routais und Routaises genannt.

## Geografie
Routes liegt im Pays de Caux im Zentrum des Départements, etwa 40 Kilometer nordnordwestlich von Rouen. Umgeben wird Routes von den Nachbargemeinden Saint-Vaast-Dieppedalle im Norden und Nordwesten, Doudeville im Osten, Harcanville im Süden und Südosten, Carville-Pot-de-Fer im Westen und Südwesten sowie Veauville-lès-Quelles im Nordwesten.

## Bevölkerungsentwicklung

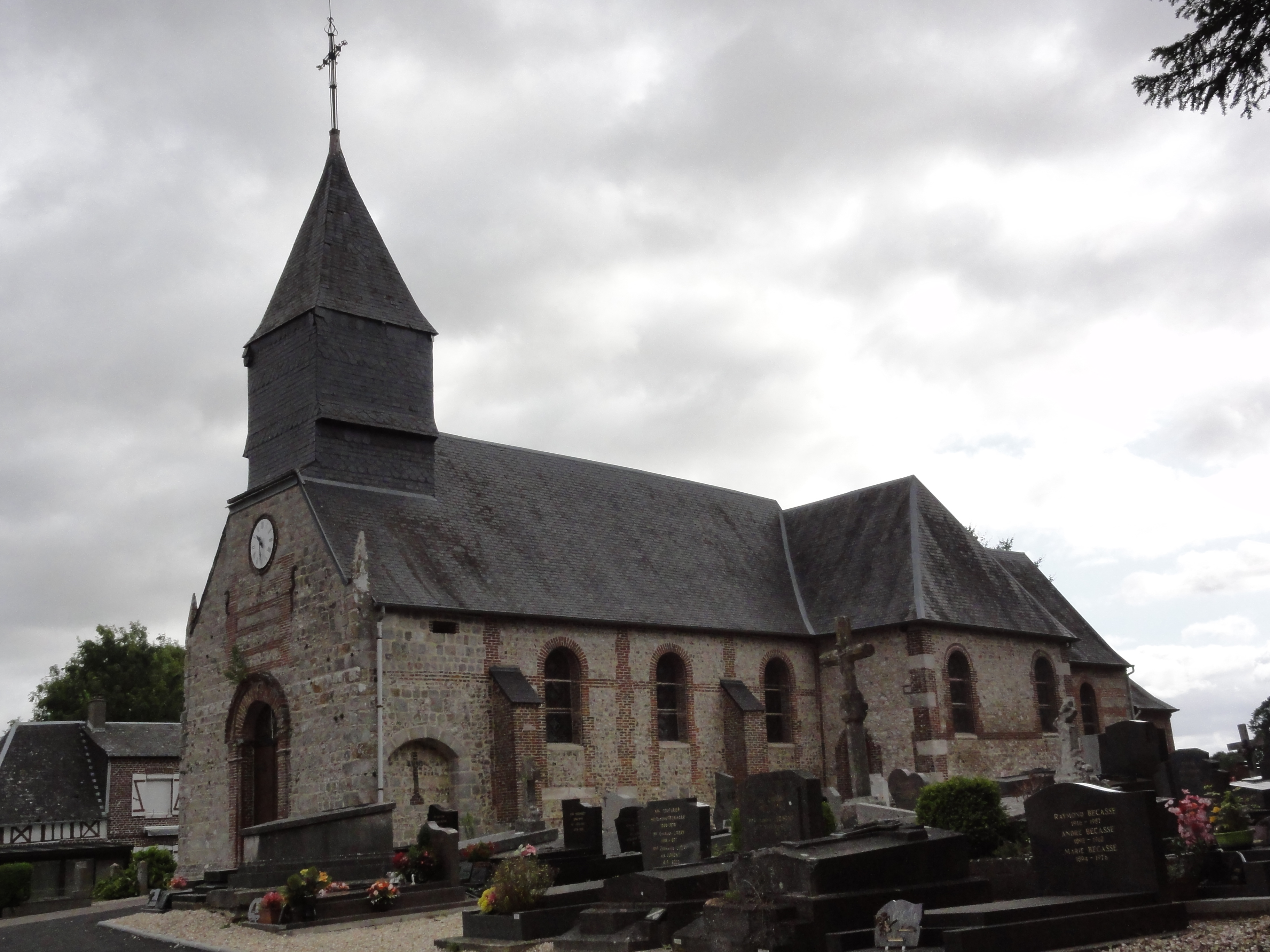
Kirche Saint-Martin

| Jahr                       | 1962 | 1968 | 1975 | 1982 | 1990 | 1999 | 2006 | 2013 | 2020 |
| Einwohner                  | 180  | 152  | 143  | 181  | 166  | 177  | 215  | 245  | 280  |
| Quellen: Cassini und INSEE |      |      |      |      |      |      |      |      |      |

## Sehenswürdigkeiten
- Kirche Saint-Martin aus dem 18. Jahrhundert